# Бароцци, Иван Степанович
Иван Степанович (Иван Францевич; Джованни) Бароцци (Barozzi) (1760—1822) — российский дипломат, действительный статский советник.

## Биография
Джованни Бароцци происходил из род венецианских патрициев Бароцци, — грек с Наксоса. В 1789 году поступил на русскую службу и стал называться Иваном Степановичем. Был определён в ведомство коллегии иностранных дел и направлен в армию к князю Г. А. Потёмкину для дипломатических переговоров с Турцией. После смерти Потёмкина с 1791 года состоял в Яссах при князе A. A. Безбородко, который высоко ценил его способности. Безбородко поручил ему передать письменные представления визиря и при этом «учинить внушения на словах». Бароцци исполнил это поручение весьма успешно, повлиял на визиря смелостью своих речей и воспользовавшись своим знакомством с влиятельными лицами при дворе султана. За такое содействие успеху «мирной негоциации с Оттоманскою Портою» он был награждён пожизненной пенсией и чином полковника.
Затем он был причислен к посольству в Константинополе. В 1795 году отправлен пограничным комиссаром в Каменец-Подольск. В 1800 году получил назначение генеральным консулом в Рагузу, в 1801 году — в Венецию, где пробыл до 1805 года. В 1806 году вышел в отставку, но в связи с начавшейся русско-турецкой войной он, как чиновник коллегии иностранных дел, состоял в свите М. И. Кутузова.

## Семья
Первая жена — Луиза. Их дети:
- Сын — Антон (1777—1850) — майор, полицмейстер в Бендерах (с 1823)
- Сын — Яков (1786 — после 1842) — Георгиевский кавалер[2].
- Дочь — Анна, замужем за дипломатом-сербом действительным статским советником Фёдором Недоба (1770—1846).
- Дочь — Мария (в замужестве Папандопул)

Вторая жена — Евдокия Ивановна (1806—1860), сестра И. И. Пущина.